# Comté de Greenup
Pour les articles homonymes, voir Greenup.
Le comté de Greenup est un comté situé dans l'État du Kentucky aux États-Unis, fondé en 1792. Son siège est Greenup et sa plus grande ville est Flatwoods. Selon le recensement de 2010, sa population était de 36 910 habitants.

## Histoire
Le Comté de Greenup a été fondé le 12 décembre 1792 et a été nommé d'après Christopher Greenup.